# Vegetabilisk garvning
Vegetabilisk garvning är en form av garvning när garvaren använder vegetabilska garvämnen. Till skillnad mot exempelvis kromgarvning är vegetabilisk garvning relativt skonsamt för miljön.
Bland de vegetabiliska garvämnen som använts märks bark från kastanj, mimosa och quebracho. I Norden har tidigare främst gran- eller ekbark använts.

## Recept
Fyll en gryta, ej järn, med finfördelad bark till hälften och häll på vatten till grytans kant.
Detta ska sedan koka en timme.
Garvämnena har en sträv, sur smak att jämföra med te och man kan genom att smaka på lagen avgöra dess styrka. Ta hälften av lagen och blanda med lika mycket rent vatten till det första badet enligt den gyllene regeln. Finns ett gammalt bad kan detta användas. Man kan också koka en lag på redan en gång använd bark och får även då en svag lag.
Lägg det avrunna skinnet i garvbadet. Rör om konstant de första 10 minuterna, därefter var 10:e minut i ca en timme. Låt karet stå i rumstemperatur. Skinnet ska nu börja färgas jämnt överallt.
Uppstår vita fläckar är det överhud som sitter kvar och hindrar garvämnena att tränga in.
Överhuden måste skrapas bort.
När en timme förlupit behöver man bara röra varje halvtimme. Har skinnet fått ordentlig brun färg jämnt över hela ytan är det inte så noga med omrörning längre.
Efter ett par timmar tillsättes resten av barklagen. Det kan vara lämpligt att ta upp skinnet ur badet efter en 4-5 timmar och skrapa bort glömda hinnor.
Genom att koka mer barklag i den gamla lagen får man en allt starkare lag med högre koncentration. Ligger skinnet en längre tid i för svag lag kan det börja ruttna inifrån.

### Garvningstiden
Hur lång tid garvningen tar beror på många faktorer främst skinnets tjocklek, men även temperatur och lagens koncentration. För att avgöra om skinnet är genomgarvat skär ett snitt.
Detta ska vara brunfärgat rakt igenom eventuellt med en lite ljusare inte så kraftigt garvad rand i mitten. Ett ogarvat skinn visar en vit nästan blåaktig färg. Färgskillnaderna syns tydligare om snittets yta fuktas. Vidare ska läderfibern se filtad ut. 
På ett tunt skinn kan färgskiftningar vara svåra att se. Det kan då vara lättare att vika skinnet dubbelt två gånger och pressa hårt på vecken. När skinnet vecklas upp igen ska ljusa torra streck avteckna sig.
En större hud av nöt eller älg tar ca ett halvår att genomgarva. Hur mycket bark som går åt beror på halten av garvämne. Totalt kan ca två sopsäckar bark behövas. Börja med en gammal barklag och lägg sedan i ny okokt bark i karet minst var 10:e dag.
Ett getskinn som är betydligt tunnare än älgskinnet tar bara 7-10 dagar att garva. Ett riktvärde kan vara att ca 4-5 kilo torkad bark går åt till ett getskinn.
Pälsskinn bereds genom att barklag gnids in ett flertal gånger på köttsidan. Mellan varje garvning sträcks skinnet och torkar upp för att hindra hårfällning. Man skär i skinnet för att se hur långt in garvningen verkat.
När skinnet eller huden är färdiggarvad sköljs den i friskt vatten ett par timmar.

## Fotnoter
1. ↑  ”Ecopol”. http://leathersustainability.weebly.com/. Läst 16 november 2014.
2. ↑  Nationalencyklopedin multimedia plus, 2000